# Northland (Thorgal)
Northland is een fictieve locatie uit de stripserie Thorgal van de Belgische scenarist Jean Van Hamme en de Poolse tekenaar Grzegorz Rosiński. Met deze naam wordt het noorden van Thorgals wereld aangeduid. Een gebied dat sterk doet denken aan Scandinavië in Noord-Europa. Het is de regio waar de Vikingen wonen.

## Ligging en geografie
Northland wordt in het westen begrensd door de Grijze zee en bestaat voornamelijk uit bergachtige gebieden, bedekt met enorm uitgestrekte, dichte bossen, waar een overvloed aan wild leeft zoals wolven, konijnen, hazen, herten en reeën. De meeste mensen wonen aan de westkust die uit fjorden bestaat. De onafzienbare wouden in de noordelijke bergen van Northland worden bevolkt met geesten, dwergen, elfen en demonen. In het uiterste noorden ligt Niflheim met de burcht Niflhel.
Northland heeft een landklimaat (warme en stormachtige zomers met koude, nogal droge winters).

## Bevolking
De kustbewoners worden Vikingen genoemd. Zij wonen in verschillende clans verdeeld in dorpen, meestal direct gelegen aan de zee. Het is een zeevarend volk dat leeft van landbouw en visserij, maar zich ook schuldig maakt aan plunderingen en rooftochten. Elk dorp heeft zijn hoofd, en er is één koning over alle Vikingen. In de bergen leven wonen nomadische volken als de Balds. 